# Колокола Юрьева монастыря
Первое известное упоминание о колоколах Юрьева монастыря, находящегося в окрестностях Великого Новгорода, относится к 1611 году — времени Шведской интервенции. Тогда шведами были захвачены все колокола. Во второй половине XVII века колокольный набор был восстановлен. Он состоял из девяти основных и четырёх «перечастных», то есть часовых колоколов. Отливкой самых больших из них занимался мастер Корт Клейман из Любека.
В XVIII веке были отлиты ещё несколько новых колоколов. Среди них — 225-пудовый (3600 кг), изготовленный мастером Андреем Маляровым. В 1758 году старая монастырская колокольня была разобрана, и, пока возводилась новая — каменная, колокола висели «на столбах деревянных». В 1784 году колокола были перемещены на новую колокольню. К началу XIX века набор Юрьева монастыря состоял из 12 колоколов.

## XIX век
В 1822 году настоятелем Юрьева монастыря стал архимандрит Фотий. При нём сам монастырь вошёл в пору наибольшего рассвета. Особое внимание Фотия было обращено на церковное пение, звоны и собственно колокола. Через пять лет колокольный набор был полностью обновлён. На московском заводе Николая Самгина было отлито 15 новых колоколов. Каждый из них был назван во имя небесных покровителей и людей, связанных с историей монастыря.
| Имя колокола            | вес в пудах и фунтах | вес в кг |
| ----------------------- | -------------------- | -------- |
| Георгий                 | 532 п                | 8368     |
| Архангел Гавриил        | 267 п 38 ф           | 4284     |
| Алексей, Евдокия и Анна | 42 п 37 ф            | 702      |
| Великий князь Ярослав   | 31 п 7 ф             | 510      |
| Великий князь Всеволод  | 16 п 23 ф            | 271      |
| Великий князь Мстислав  | 16 п 3 ф             | 263      |
| Феоктист архиепископ    | 6 п 23 ф             | 107,5    |
| Игумен Кириак           | 6 п 3 ф              | 101      |
| Игумен Исайя            | 3 п 38 ф             | 64,6     |
| Апостол Кифа            | 3 п 30 ф             | 61,3     |
| Мученик Мануил          | 2 п 8 ф              | 36       |
| Мученик Эспер           | 2 п 8 ф              | 19,6     |
| Уриил                   | 1 п                  | 16       |
| Алексей                 | 1 п                  | 16       |
| Исихий                  | 22 ф                 | 9        |
| Илиодор                 | 22 ф                 | 9        |

Из прежних колоколов остался старинный «Георгий» весом около 140 фунтов[уточнить], и безымянный колокол в 70 пудов (1120 кг). Новый набор отличался особенностью, не характерной для традиционных русских церковных наборов — в нём имелось 6 пар близких по весу и по звучанию.
24 октября 1838 года по проекту Карло Росси была заложена новая монастырская колокольня. В 1841 году строительство было окончено.
Одновременно с её строительством на специально созданном заводе, устроенном близ монастыря на средства графини А. А. Орловой-Чесменской отливали новые колокола. Работу выполняли лучшие валдайские мастера: Федот Бибихин, Алексей Чистюнин, Иван и Матвей Июдкины. Руководил работами иеромонах Нафан, подрядчиком выступал валдайский купец Иван Шаврин.
9 марта 1838 года был отлит самый большой монастырский колокол весом 2100 пудов (33,6 тонны), получивший имя «Неопалимая купина». Вслед за ним — «Крест» в 1140 пудов (18 тонн 240 кг). Сам Фотий, скончавшись 26 февраля 1838 года, не дожил до этого знаменательного события. Сменивший его архимандрит Мануил писал о звучании «Неопалимой купины» митрополиту Серафиму:
… звон самый приятный, октавистый, соразмерно величине, и сильно звучный. Высота его с ушами 5 аршин [3,5 метра], ширина в диаметре 5 же аршин; отливка, отделка, самая очистка и весь объём колокола очень и совершенно правильной и красивой фигуры. Изображения на нем в 1 1/4 аршина [89 см] поясные: Божией Матери, нарицаемой Неопалимая Купина, и святых Феоктиста Архиепископа и Георгия Великомученика.
…
«Крест» был шириной от одного края до другого в бою 4 аршина и два вершка (2 м 93 см), вышина 4 аршина (2 м 84 см), наружностью и внутренностью вышел чист, фигурою очень красив, звон его чист, силён, густ и для слуха очень приятен".

Кроме двух больших, были отлиты 9 малых и средних колоколов основного набора, а также «Николай Чудотворец» на 134 пуда (2144 кг) и «Святой пророк Нафан» на 63 пуда 27 фунтов.
К окончанию строительства колокольни новый набор, состоявший из 32 колоколов, был полностью готов. На второй колокольный ярус были помещены 17 часовых колоколов для курантов с циферблатом на самом верхнем ярусе. Часы отбивал 150-пудовый колокол «Святая праведная Анна». Это были в основном средние и малые колокола из старого, отлитого в Москве, набора. На нижнем ярусе размещалось 15 колоколов церковного звона. Здесь же висели два больших старых колокола — «Георгий» и «Гавриил».
Все крупные колокола располагались с южной и северной стороны, а малые — так называемый «Юрьевский звон» — висели в западном пролёте. Общий вес всех колоколов Юрьевской колокольни начала XX века составлял около 77 тонн. Для исполнения на них праздничного звона требовалось не менее 8 звонарей, из которых четверо звонили в «Неопалимую Купину» и «Крест». На фоне пяти больших колоколов разнообразно звучали средние и малые, причём девять малых были необыкновенно мелодичны. Как и в прежнем наборе, был соблюдён парный принцип, в котором, как предполагается, и была заключена отмечавшаяся особенность «Юрьевского звона».

По воспоминаниям А. Алексеева: 
«Звон громадных юрьевских колоколов так могуч, что когда он раздаётся, то все уже в городе знают, что идёт в Юрьевской обители служба Божия, Особенно сильно отзывается благовест колоколов в ушах ночью, когда продолжается в обители длинное всенощное. Тут, кажется, всякий спящий пробудится и дремлющий встрепенётся и вспомнит о молящихся. С восхищением передают, что некогда устроен особенный звон, нарочито подобраны были колокола так, что можно было производить звон по нотам, выражавшим некоторое церковное песнопение».
Среди колокольных наборов, у которых весь звон сосредоточен на одном ярусе, набор Юрьева монастыря являлся самым тяжёлым и масштабным в России. Он был близок к звонницам палатного типа, среди которых наибольшей известностью пользуется звонница Успенского собора в Ростове. Юрьевский набор превосходил ростовский по весу и, кроме того, имел часовые колокола. Это был уникальный памятник эпохи расцвета русского колокольного искусства. Юрьевские перезвоны, по свидетельству современников, отличались редкостными гармоничностью и силой.

## Советское время
По заказу Академии наук СССР зимой 1932 года известными фольклористами Е. В. Гиппиусом и 3. В. Эвальдом была сделана уникальная запись Юрьевского звона. В настоящее время на трёх восковых валиках она хранится в одном из петербургских архивов. Это было последнее звучание Юрьевских колоколов, поскольку через несколько дней по решению Леноблисполкома колокола, как не представляющие музейную ценность, были сняты и отправлены на переплавку с формулировкой «для использования на нужды индустриализации». Свинцовая плита с колокольни была передана одному из рентгеновских кабинетов, а Гострест «Металлолом» конфисковал колокольную бронзу.

## Современность
В апреле 2010 года от благотворителя Московской администрации Юрьеву монастырю был подарен большой колокол весом 86,25 пудов (1380 кг), 1,5 м в высоту, получивший имя «Георгий».
Сейчас на монастырской колокольне насчитывается 12 колоколов. По убыванию:
«Георгий», «Ярослав», безымянный, «Всеволод», «Мстислав», 3 пары малых колоколов, и наименьший «Исихий» (треснувший). Для качественного созвучия не хватает двух наименьших — зазвонных — колоколов.
В апреле 2010 года в монастыре был освящён и поднят на колокольню 13-й, на настоящий момент (сентябрь 2011 года) самый большой колокол — благовестник. Он был отлит по заказу официально неназываемого благотворителя — члена правительства РФ. Колокол 1380 кг (примерно 86 пудов), его высота составляет около 1,5 метра.